# Des del retrovisor
Des del retrovisor (títol original en polonès, Skąd dokąd; en ucraïnès, Звідки куди, transcrit com a Zvidki kudi) és un llargmetratge documental de 2023 dirigit per Maciek Hamela. Se centra en les imatges gravades des d'una furgoneta que travessa les carreteres d'Ucraïna amb el conductor-director i persones evacuades, arran de la invasió russa. El vehicle es converteix en un fràgil i temporal refugi d'exiliats l'únic objectiu dels quals és escapar de la guerra. És una coproducció entre Polònia, França i Ucraïna. S'ha subtitulat al català.
Es va situar a la llista de les 15 pel·lícules nominades al premi Oscar al millor documental i va ser nominada als premis del Cinema Polonès a la categoria de millor llargmetratge documental.
Des del retrovisor va debutar al festival Millennium Docs Against Gravity del 2023, on va guanyar el gran premi del Concurs polonès i el premi de l'Arthouse Cinema Association. Llavors, es va projectar al 76è Festival de Canes. Des d'aleshores, es va presentar presentat a més de 50 festivals a Polònia i a l'estranger, i va rebre el Gran Premi del Jurat al Concurs Internacional del Sheffield DocFest, que la va fer elegible per presentar-se a l'Acadèmia de les Arts i les Ciències Cinematogràfiques. A més, va ser premiada a Odessa, Zúric, Hamburg, i Chicago. També es va presentar al Festival de Cinema de Toronto, on es va estrenar als Estats Units, i al Festival Internacional de Cinema Documental DMZ, cosa que va marcar l'estrena a l'Àsia.